# Метаталамус

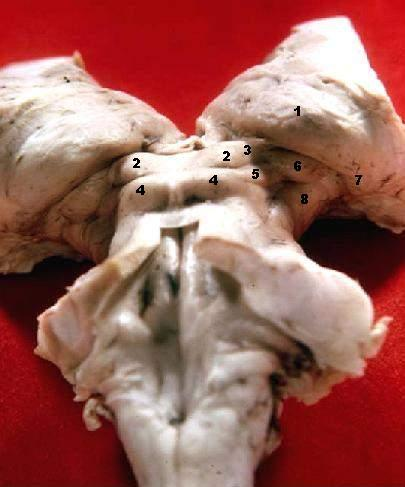
ствол головного мозга человека и его таламическая область: 6 — медиальное коленчатое тело

Метаталамус (лат. Metathalamus) — устаревшее название группы коленчатых тел, ныне относимых к задней части таламуса. Ранее считался отдельной структурой, частью таламической области промежуточного мозга хордовых животных. Образован парными медиальным и латеральным коленчатыми телами, лежащими в задней части каждой половинки таламуса (или, как считали ранее, когда метаталамус считали не частью таламуса, а отдельной структурой — лежащими позади каждой половинки таламуса).
Медиальное коленчатое тело находится позади подушки таламуса, оно, наряду с нижними холмиками пластинки крыши среднего мозга (четверохолмия), является подкорковым центром слухового анализатора. Латеральное коленчатое тело расположено книзу от подушки таламуса. Вместе с верхними холмиками пластинки крыши среднего мозга оно является подкорковым центром зрительного анализатора. Ядра коленчатых тел связаны проводящими путями с корковыми центрами зрительного и слухового анализаторов.